# Maria Est
Maria Est is een atol in het uiterst zuidelijke deel van de Tuamotuarchipel, in Frans-Polynesië. Het behoort administratief tot de gemeente Gambier, maar het ligt niet tussen de Gambiereilanden maar 57 km ten zuidoosten van Matureivavao (Actéon groep). Het eiland is onbewoond. Het eiland is 5,6 km lang en 2,9 km breed en heeft een oppervlakte van  3 km². De lagune heeft een oppervlakte van 7 km² en er zijn geen openingen naar zee; het zoutgehalte in de lagune is hoog.
Maria Est werd door Jules Dumont d'Urville Moerenhouteiland genoemd - naar de eerste Europeaan die het beschreef, Jacques-Antoine Moerenhout. Op sommige kaarten is het nog onder die naam terug te vinden.

## Ecologie
Het eiland is een paar keer volledig verwoest door een tropische cycloon. Gedurende de periode 1980 - 1990 is het hele eiland in opvallend regelmatige patronen opnieuw beplant met kokospalmen, wat goed te zien is met Google Earth (2007).
Er komen 40 vogelsoorten voor waaronder acht soorten van de Rode Lijst van de IUCN waaronder de hendersonstormvogel (Pterodroma atrata) en endemische soorten zoals de tuamotustrandloper (Prosobonia parvirostris), tuamotujufferduif (Ptilinopus coralensis) en Tahitiaanse patrijsduif (Alopecoenas erythropterus).
Genootschapseilanden (Bovenwindse Eilanden · Benedenwindse Eilanden) · Tuamotu-Gambier (Gambiereilanden · Tuamotu) · Australeilanden · Marquesaseilanden